# Włochy na Letnich Igrzyskach Olimpijskich 2008
Włochy na Letnich Igrzyskach Olimpijskich 2008 reprezentowało 344 sportowców.
Był to 25. start reprezentacji Włoch na letnich igrzyskach olimpijskich, nie wystąpili tylko w 1904.

## Zdobyte medale
| Medal  | Zawodnik                                                                  | Dyscyplina sportowa | Konkurencja                               |
| ------ | ------------------------------------------------------------------------- | ------------------- | ----------------------------------------- |
| Złoto  | Matteo Tagliariol                                                         | Szermierka          | szpada indywidualnie mężczyzn             |
| Złoto  | Giulia Quintavalle                                                        | Judo                | do 57 kg kobiet                           |
| Złoto  | Valentina Vezzali                                                         | Szermierka          | floret indywidualnie kobiet               |
| Złoto  | Federica Pellegrini                                                       | Pływanie            | 200 m stylem dowolnym kobiet              |
| Złoto  | Chiara Cainero                                                            | Strzelectwo         | skeet kobiet                              |
| Złoto  | Andrea Minguzzi                                                           | Zapasy              | styl klasyczny do 84 kg mężczyzn          |
| Złoto  | Alex Schwazer                                                             | Lekkoatletyka       | chód na 50 km mężczyzn                    |
| Złoto  | Roberto Cammarelle                                                        | Boks                | waga superciężka (powyżej 91 kg) mężczyzn |
| Srebro | Davide Rebellin                                                           | Kolarstwo           | wyścig ze startu wspólnego mężczyzn       |
| Srebro | Giovanni Pellielo                                                         | Strzelectwo         | trap mężczyzn                             |
| Srebro | Ilario Di Buò Marco Galiazzo Mauro Nespoli                                | Łucznictwo          | drużynowo mężczyzn                        |
| Srebro | Francesco D’Aniello                                                       | Strzelectwo         | podwójny trap mężczyzn                    |
| Srebro | Alessia Filippi                                                           | Pływanie            | 800 m stylem dowolnym kobiet              |
| Srebro | Luca Agamennoni Simone Venier Rossano Galtarossa Simone Raineri           | Wioślarstwo         | czwórka podwójna mężczyzn                 |
| Srebro | Alessandra Sensini                                                        | Żeglarstwo          | windsurfing kobiet                        |
| Srebro | Mauro Sarmiento                                                           | Taekwondo           | do 80 kg mężczyzn                         |
| Srebro | Josefa Idem                                                               | Kajakarstwo         | K-1 500 m kobiet                          |
| Srebro | Clemente Russo                                                            | Boks                | waga ciężka (do 91 kg) mężczyzn           |
| Brąz   | Tatiana Guderzo                                                           | Kolarstwo           | wyścig ze startu wspólnego kobiet         |
| Brąz   | Margherita Granbassi                                                      | Szermierka          | floret indywidualnie kobiet               |
| Brąz   | Salvatore Sanzo                                                           | Szermierka          | floret indywidualnie mężczyzn             |
| Brąz   | Matteo Tagliariol Diego Confalonieri Alfredo Rota Stefano Carozzo         | Szermierka          | szpada drużynowo mężczyzn                 |
| Brąz   | Valentina Vezzali Giovanna Trillini Margherita Granbassi Ilaria Salvatori | Szermierka          | floret drużynowo kobiet                   |
| Brąz   | Aldo Montano Luigi Tarantino Giampiero Pastore Diego Occhiuzzi            | Szermierka          | szabla drużynowo mężczyzn                 |
| Brąz   | Diego Romero                                                              | Żeglarstwo          | klasa Laser mężczyzn                      |
| Brąz   | Elisa Rigaudo                                                             | Lekkoatletyka       | chód na 20 km kobiet                      |
| Brąz   | Vincenzo Picardi                                                          | Boks                | waga musza (do 51 kg) mężczyzn            |
| Brąz   | Andrea Facchin Antonio Scaduto                                            | Kajakarstwo         | K-2 1000 m mężczyzn                       |